# Helius submorosus
Helius submorosus är en tvåvingeart som först beskrevs av Alexander 1921.  Helius submorosus ingår i släktet Helius och familjen småharkrankar. Inga underarter finns listade i Catalogue of Life.